# Les Maillets
Pour les articles homonymes, voir Maillet.
Les Maillets est un quartier de la ville du Mans délimité au nord et à l'est par le Villaret, à l'ouest par Bellevue, au sud par la Croix de Pierre.

## Situation géographique
Délimité par de grandes artères, il représente l'ancienne limite nord de la ville.
Constitué de grands ensembles, il est composé de commerces lui conférant un aspect de bourg décentré.
|                        | Bellevue          |          |
| Banjan-Croix de Pierre | Quartier Maillets | Villaret |
|                        | Isaac             |          |

## Caractéristiques sociales
Le quartier des Maillets comporte une grande partie d’appartements, dont des logements sociaux.

## Développement socio-culturel
La maison de quartier des Maillets est située 29, rue du Docteur-Ernest-Mordret, au Mans. 